# كريستوفر ألين (لاعب كريكت)
كريستوفر ألين (7 مايو 1944 في المملكة المتحدة - 18 أكتوبر 2012) (بالإنجليزية: Christopher Allen)‏ هو لاعب كريكت بريطاني. لعب مع Dorset County Cricket Club ‏.

## وصلات خارجية
- كريستوفر ألين على موقع إي آس بي آن كريك إنفو (الإنجليزية)